# لويس والش
لويس والش (بالإنجليزية: Louis Walsh) مواليد 05 أغسطس 1952 في مقاطعة مايو، جزيرة أيرلندا.هو مدير أعمال ايرلندي وحكم في عدد من برامج المواهب.

## روابط خارجية
- لويس والش على موقع IMDb (الإنجليزية)
- لويس والش على موقع ميوزك برينز (الإنجليزية)
- لويس والش على موقع إن إن دي بي (الإنجليزية)
- لويس والش على موقع ديسكوغز (الإنجليزية)
- لويس والش على موقع قاعدة بيانات الفيلم (الإنجليزية)